# 国务院根治拖欠农民工工资工作领导小组
国务院根治拖欠农民工工资工作领导小组，是中华人民共和国国务院于2019年设立的国务院议事协调机构，负责领导根治拖欠农民工工资工作。2023年撤销，职能并入新组建的国务院就业促进和劳动保护工作领导小组。

## 历史
2019年8月3日，为进一步加强对根治拖欠农民工工资工作的组织领导和统筹协调，维护广大农民工合法权益，国务院决定成立国务院根治拖欠农民工工资工作领导小组。该组织主要职责为贯彻落实党中央、国务院关于根治拖欠农民工工资工作的重大决策部署；统筹协调全国根治拖欠农民工工资工作；研究审议根治拖欠农民工工资工作重大政策措施；督促检查根治拖欠农民工工资工作有关法律法规和政策措施的落实情况、各地区和各部门任务完成情况；完成党中央、国务院交办的其他事项。

## 组成人员
组长
- 胡春华（国务院副总理）

副组长
- 张纪南（人力资源社会保障部部长）
- 丁向阳（国务院副秘书长）
- 胡祖才（发展改革委副主任）
- 孙力军（公安部副部长）
- 余蔚平（财政部副部长）
- 易军（住房城乡建设部副部长）

成员
- 郭卫民（中央宣传部部务会成员）
- 王江平（工业和信息化部副部长）
- 刘振宇（司法部副部长）
- 张义全（人力资源社会保障部副部长）
- 王广华（自然资源部副部长）
- 戴东昌（交通运输部副部长）
- 蒋旭光（水利部副部长）
- 韩俊（农业农村部副部长）
- 朱鹤新（人民银行副行长）
- 孟建民（国资委副主任）
- 孙瑞标（税务总局副局长）
- 唐军（市场监管总局副局长）
- 李晓超（统计局副局长）
- 范小毛（信访局副局长）
- 苏全利（铁路局副局长）
- 董志毅（民航局副局长）
- 刘贵祥（高法院审判委员会副部级专职委员）
- 张雪樵（高检院副检察长）
- 魏地春（全国总工会副主席）

## 办事机构
人力资源和社会保障部劳动保障监察局（简称人力资源社会保障部劳动监察局），与国务院根治拖欠农民工工资工作领导小组办公室（简称国务院根治拖欠办）合署办公，是中华人民共和国人力资源和社会保障部内设机构。

### 职责
根据有关规定，人力资源社会保障部劳动监察局（国务院根治拖欠办）承担下列职能：
1. 拟定劳动保障监察事业中长期发展规划和劳动保障监察年度工作计划并组织实施。
2. 制定劳动保障监察制度并组织实施。
3. 组织实施与培训就业、人力资源市场、劳动关系、劳动标准、社会保险等业务相关的劳动保障监察。
4. 依法查处和督办重大劳动保障违法案件，参与处理由劳动保障违法行为引发的突发事件。
5. 组织开展劳动保障守法诚信制度建设，建立欠薪等“黑名单”制度，负责全国有重大影响的劳动保障违法案件的社会公布工作。
6. 协调有关部门组织开展侵害劳动者权益问题综合治理。
7. 组织开展劳动保障监察信息化建设，承担劳动保障监察统计工作，编制劳动保障监察年度报告。
8. 制定劳动保障监察员管理和培训制度并组织实施，开展全国劳动保障监察行风建设。
9. 依法承担其他人力资源和社会保障监督检查工作。
10. 指导劳动保障监察机构和队伍建设，指导、监督地方开展劳动保障监察工作。
11. 承办部领导交办的其他事项。

### 机构设置
根据有关规定，人力资源社会保障部劳动监察局（国务院根治拖欠办）设置下列机构：
- 综合处
- 制度处
- 督查处
- 执法处